# Новосепяшево
Новосепя́шево (баш. Яңы Сәпәш) — село в Ибраевском сельсовете муниципальном районе Альшеевский район Республики Башкортостан России.

## Географическое положение
Находится на правом берегу реки Дёмы.
Расстояние до:
- районного центра (Раевский): 10 км,
- ближайшей железнодорожной станции (Раевка): 10 км.

## Население
| 2002 | 2009 | 2010 |
| ---- | ---- | ---- |
| 328  | ↗350 | ↘283 |

Национальный состав
Согласно переписи 2002 года, преобладающая национальность — башкиры (97 %).

## Религия
В селе есть мечеть.

## Известные уроженцы
- Султангареева, Розалия Асфандияровна (род. 28 марта 1955 года) — исполнительница народных песен и кубаиров собственного сочинения, доктор филологических наук, заслуженный работник культуры БАССР (1989). Дипломант XII Всемирного фестиваля молодежи и студентов в Москве (1985), лауреат международного конкурса акынов и сэсэнов в Алма-Ате (1996), Всероссийского конкурса исполнителей народной песни в Смоленске (1991), республиканского конкурса исполнителей народной песни на приз им. Г.Альмухаметова (1984), лауреат литературной премии им. Акмуллы (1991). Награждена орденом Салавата Юлаева.
- Гиззатуллин, Рустам Ханифович (род. 16 сентября 1974 года) — заслуженный артист РБ,  актёр, певец, мастер оригинального жанра, композитор, автор стиля башкирский фолк-поп.